# Битва при Ктесифоне (197)
Битва при Ктесифоне — сражение между римлянами и парфянами, произошедшее в 197 году.
Между 195 и 197 годами император Септимий Север начал новое наступление в северном районе Месопотамии — там, где находятся Нисибис и Сингара. Наступательные действия были направлены против парфянского государства, которым правил Вологез IV.
В октябре 197 года римляне подошли к Ктесифону, где состоялось сражение между римской и парфянской армиями. Победу одержали римляне, а Ктесифон был взят штурмом. Римляне разграбили город, где нашли огромное количество золота и серебра. Септимий Север приказал убить 100 тысяч жителей города.
В результате этого поражения Парфянское царство вступило в период упадка, приведшего к появлению государства Сасанидов.